# フレミング・ポウルセン
フレミング・ポウルセン（Flemming Søgaard Povlsen、1966年12月3日-）はデンマーク出身の元同国代表サッカー選手。ポジションはFW。

## 経歴
1992年の欧州選手権におけるデンマーク優勝の立役者。UEFAの制裁決議によりユーゴスラビアが大会から除外された事を受けての突然の参加で準備期間が殆ど無く、1980年代の栄光のメンバーミカエル・ラウドルップが監督と対立し代表から退く等、完全にアウトサイダーだと思われていたが、ミカエルの実弟ブライアン・ラウドルップと共に大男揃いの無骨なチームにアクセントを与え見事優勝に導いた。
しかし1993年4月の1.FCケルン戦で前十字靭帯を断絶、その後もリハビリと復帰を繰り返す状態が続き1994-95シーズンを最後に引退を余儀なくされた。
現役引退後は指導者の道へ進み、現在は「Hessel Gods Fodboldkostskole」で児童向けサッカースクールで指導している。

## 選手歴
- 1983-1986  オーフスGF 40試合13得点
- 1986-1987  カスティージャCF 40試合10得点
- 1987-1989  1.FCケルン 71試合19得点
- 1989-1990  PSVアイントホーフェン 30試合10得点
- 1990-1995  ボルシア・ドルトムント 116試合20得点

## 指導歴
- 2001-2002  FCオーフス スポーツディレクター
- 2005-2009  ACホーセンス コーチ
- 2009   ラナースFC コーチ
- 2010-2011   シルケボーIF コーチ

## タイトル
デンマーク代表
- UEFA欧州選手権：1回 (1992)

PSVアイントホーフェン
- KNVBカップ：1回 (1989-90)

ボルシア・ドルトムント
- ドイツ・ブンデスリーガ：1回 (1994-95)